# Stanbrook
El Stanbrook fue un buque mercante a vapor británico, de 1383 toneladas, de dimensiones 230,1 × 34 pies (70,1 × 10,4 m) y una velocidad máxima de 12 nudos, y con capacidad para 24 tripulantes, que llevó a cabo la última evacuación de refugiados republicanos del puerto de Alicante el 28 de marzo de 1939, cuatro días antes del final de la guerra civil española. Horas más tarde de que lo hiciera el Stanbrook zarpó el Marítima, un buque el triple de grande, llevando a bordo tan solo a treinta personas, entre los que había diputados, jueces y líderes republicanos. Esto suscitó una gran polémica en la Federación Socialista de Orán, el destino de los dos barcos, y condujo una investigación que apuntó a que el capitán del Marítima se negó rotundamente a «subir a bordo más asesinos españoles». En Alicante quedaron más de 15 000 refugiados atrapados en el puerto. Fueron conducidos por los soldados de la División Littorio, una unidad militar italiana que reforzaba a las tropas franquistas, al campo de concentración de Los Almendros, y más tarde al campo de concentración de Albatera.

## Historia
Con el número 124287 fue construido en 1909 por la Tyne Iron Shipbuilding Co. Ltd., en los astilleros de Willington, para la compañía Fisher Renwick Manchester-London Steamers, que lo denominó Lancer. En 1937 fue comprado por la Stanhope Steamship Co., y renombrado como Stanbrook. Ese mismo año se llevó a cabo otra operación comercial, donde acabó en manos de la naviera griega G. M. Mavroleon, que lo cambió el nombre por el de Polyfloisvios, aunque finalmente regresó a sus anteriores dueños, que le devolvieron el de Stanbrook. Quedó bajo el mando del capitán Archibald Dickson.
El Stanbrook tuvo un final trágico sólo seis meses después de haber llevado a los refugiados republicanos a Orán, al ser hundido en el mar del Norte por el torpedo del submarino alemán capitaneado por Claus Korth, que ya había hundido barcos republicanos con otros submarinos por él comandados. El capitán Dickson murió en el hundimiento. En los campos de concentración de Argelia, a donde habían sido conducidos la mayor parte de los refugiados del Stanbrook, se guardó un minuto de silencio en su memoria.

### Participación en la guerra civil española
En marzo de 1939 el puerto de Alicante se encontraba bloqueado por la armada del general Franco y aviones de la Alemania nazi, lo que convirtió en tarea casi imposible la llegada de los barcos contratados por el gobierno de la Segunda República para evacuar a los miles de refugiados hacinados en el puerto. La amenaza de hundimiento provocó que la gran mayoría de navieras incumpliera sus acuerdos, ya pagados, y desistiese de acercarse a aguas españolas.
El 28 de marzo de 1939 el Stanbrook se hallaba fondeado en el puerto de Alicante esperando cargar naranjas y azafrán. El capitán del barco, el galés Archibald Dickson al ver a los miles de refugiados que había en el puerto, desafió la orden que había recibido del propietario del carguero Jack Billmeir de no evacuar civiles y acogió a todos los que cupieran a bordo. Uno de los pasajeros, Antonio Vilanova, funcionario de aduanas que más tarde escribiría en México Los olvidados, una obra sobre los refugiados republicanos, relató en una carta a un amigo cómo se produjo el embarque:

En la mente de todos había sensación de fuga, derrota, hundimiento moral. Cuando llegamos al barco, éramos recibidos entre las protestas de los pasajeros que ya estaban allí. Conforme subíamos, unos se acomodaban en la cubierta, otros en la bodega o en las sentinas. Faltaba sitio, pero seguía entrando gente.

Helia González, entonces una niña de cuatro años cuya familia republicana había ido a Alicante desde Elche, cuenta su experiencia:

Llegamos al puerto en tren desde Elche; una vez allí, una cola larguísima nos separaba de un barco que me pareció enorme con un nombre extraño y mucha gente. Nosotros, como todos los demás, temíamos no poder alcanzar la pasarela que nos permitía llegar a él. 
 Al fin llegamos al barco. Unos brazos vigorosos me levantaron. Vi una cara sonriente, una gorra de marino y me dio un beso en la mejilla. No dijo una sola palabra, pero ese abrazo, esa mirada, prometían algo bueno... era él, Dickson y ya no había peligro.

El capitán Dickson contó en una carta al Sunday Dispatch publicada el 4 de abril las razones por las que había tomado la decisión de socorrer a los refugiados y a continuación describió lo que vio allí:

Entre los refugiados había todo tipo de clases de gente, algunos aparentaban ser extremadamente pobres y parecían consumidos por el hambre y mal vestidos, con una variedad de atuendos que iban desde monos hasta viejas y desgastadas piezas de uniformes e incluso mantas y otros peculiares trozos de tela. Había también algunas personas, mujeres y hombres, con una buena apariencia y que asumí eran mujeres y parientes de funcionarios. Algunos de los refugiados parecían llevar consigo todas sus posesiones terrenales cargadas en maletas; bolsas de todas las descripciones, algunas atadas en grandes pañuelos y unos pocos con maletas.

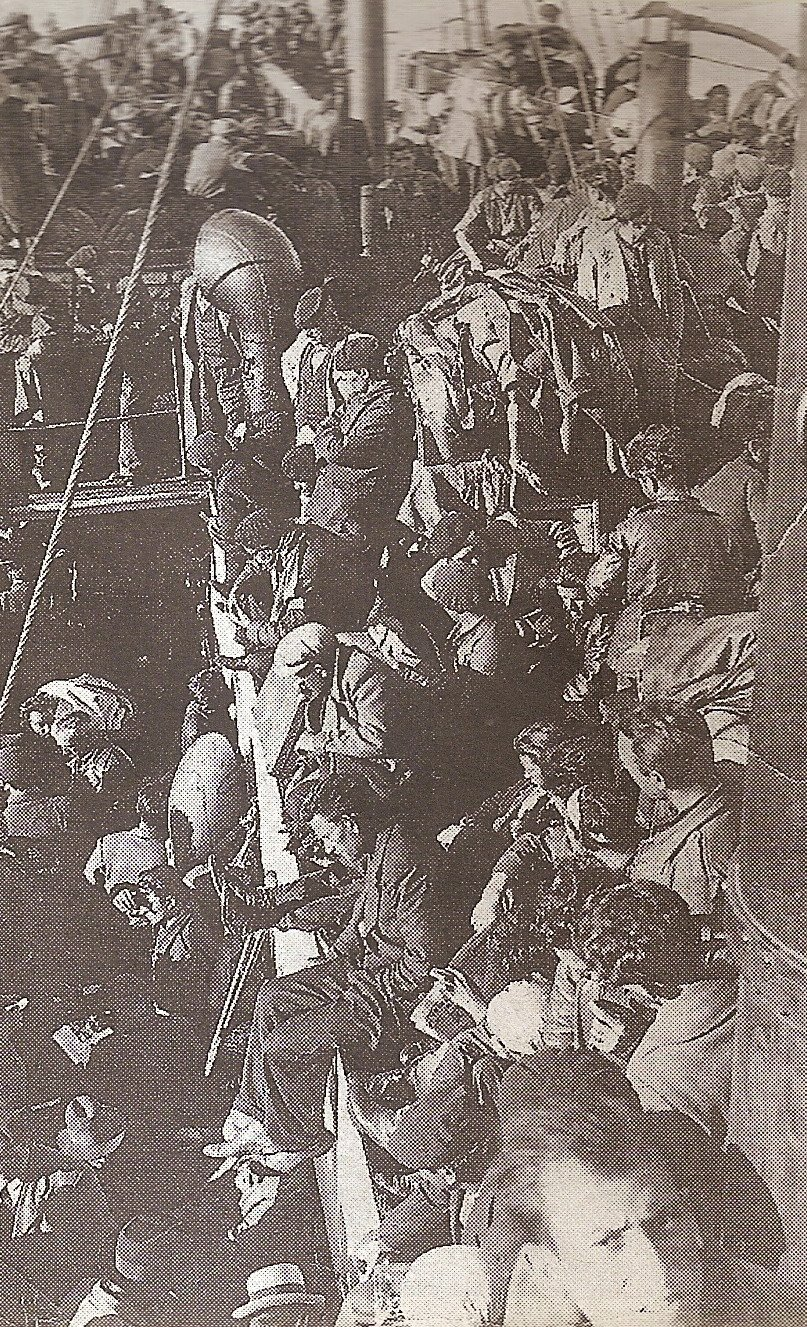
Exiliados republicanos hacinados en la cubierta del buque Stanbrook.

El Stanbrook zarpó al atardecer del 28 de marzo con 2638 personas a bordo (no dejando a nadie en el muelle, tal y como había prometido su capitán) y sorteando los proyectiles lanzados por el crucero franquista Canarias, que bloqueaba el puerto de Alicante. Para eludirlo, Dickson puso primero rumbo a las Islas Baleares, pero la flota franquista continuó intimidando al barco y obligándolo a seguir en esa dirección con el objetivo, que siempre tuvo Franco, de llevarlo a un puerto español y capturar a los exiliados a bordo. El capitán galés trató de forzar el bloqueo durante toda la noche mientras pedía socorro; finalmente un crucero británico se lo prestó y su enérgica intervención salvó al Stanbrook y permitió cambiar el rumbo hacia el sur con destino a Orán, en la costa de Argelia. Como el número de pasajeros que llevaba excedía con creces su capacidad navegó escorado, por debajo de la línea de flotación.
Helia González, de cuatro años de edad cuando embarcó y natural de Elche, recuerda el viaje:

Recuerdo una cubierta abarrotada, con el cielo oscuro sobre nuestras cabezas. Llovió esa noche, no demasiado, pero hacía frío. Papá me dijo que cuidara de mi hermanita. Mamá compartió con una familia malagueña, un matrimonio y un niño de mi edad una tortilla de un huevo y dos patatas con un poco de grasa

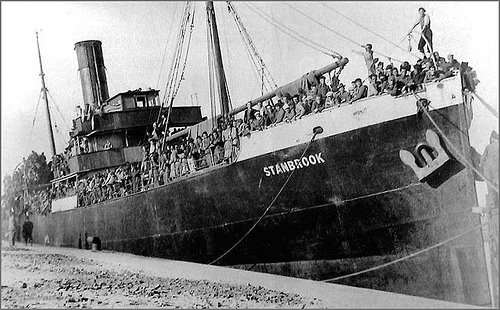
El Stanbrook atracado en Orán, abarrotado de refugiados españoles procedentes del puerto de Alicante.

Después de 22 horas de travesía —durante la cual el capitán Dickson, según contó él mismo, suministró «a los refugiados más débiles un poco de café y un poco de comida»— el Stanbrook llegó al puerto de Mazalquivir cerca de Orán. Cuando supieron de la llegada del barco, residentes españoles en Orán les llevaron en barcas alimentos y medicinas. Dos días después —gracias a las gestiones del capitán Dickson— las autoridades coloniales francesas dejaron desembarcar a las mujeres, los niños, heridos y enfermos, siendo acogidos en la antigua prisión del Cardenal Cisneros —«nos trasladaron a un lugar para ducharnos y desinfectarnos; no fue un buen recuerdo, era un lugar oscuro, húmedo y frío, y unos hombres nos vigilaban incluso a las mujeres desnudas», recuerda Helia González—. Los hombres —unos 1500— tardaron un mes en hacerlo por decisión de la administración francesa, debido a que el dictador Franco reclamaba a estos refugiados; tras diversas negociaciones al respecto, la actitud de la opinión pública francesa y la intervención internacional, que iban conociendo la terrible represión y exterminio a que eran sometidos los prisioneros republicanos por parte del bando vencedor, frustró finalmente el acuerdo y devolución de los pasajeros a la España fascista, y permitió el acercamiento del barco a los muelles de Orán y la consiguiente concesión de asilo a sus ocupantes. Antonio Vilanova recuerda: «salimos llenos de miseria. Allí conocí por primera vez los trimotores, piojos de un tamaño monstruoso». Fueron conducidos a un centro de alojamiento donde los ducharon, los vacunaron y les dieron alimentos proporcionados por los cuáqueros. Conforme iban bajando del barco fueron registrados por miedo a que llevasen encima armas de fuego.
La mayor parte de los refugiados del Stanbrook fueron conducidos al campo de concentración de Camp Morand en Boghari, en el interior del Sáhara, bajo la custodia de fusileros senegaleses. Allí no fueron muy bien tratados. Uno de los refugiados, que logró huir a Francia con su hermano y luego a México, escribió en su diario: «Un español que está en la letrina es maltratado por un guardia que sin motivo le golpea con el fusil. Otros acuden y le patean. El pobre pide auxilio. Acuden varios españoles recibidos con bayonetas y obligados a huir. Allí se quedó». Uno de los castigos a los que les sometían los guardias era el tombeau: el recluido cavaba su propia tumba y se recostaba en ella; solo podía salir dos veces al día para hacer sus necesidades. «¡Fusiláis poco, pero matáis lentamente!», escribió otro refugiado, piloto de caza republicano.
Según recuerda la entonces una niña Helia González, «los españoles no fueron liberados de los campos de trabajo, donde eran tratados como mano de obra gratuita para construir el Transahariano hasta casi al final de la contienda; a nadie le interesaba, ni a los franceses ni a los aliados, dejar libres a aquellos indeseables españoles».

### Memoria
La gesta heroica del Stanbrook ha quedado perpetuada en Alicante con la rotulación de una calle dedicada al buque inglés.
En marzo de 2014, dentro de los actos organizados en las II Jornadas Internacionales 2014, con motivo del 75 aniversario del final de la guerra civil española en el puerto de Alicante y pérdida de la democracia en España, el catedrático y compositor Miguel Brotóns, compuso la obra musical en forma de poema sinfónico con título Stanbrook con la finalidad de homenajear a este buque mercante británico. Actos conmemorativos en los que se estrenó la composición Elegía perteneciente al poema sinfónico Stranbook por parte de los miembros del sexteto de la Orquesta Filarmónica de la Unirversidad de Alicante (OFUA).
La Generalidad Valenciana, en virtud de la ley 14/2017 de 10 de noviembre para la Memoria Democrática, dedicó el 28 de marzo como el día para el recuerdo y homenaje a las víctimas de la guerra civil y la dictadura, conmemorando así la partida del Stanbrook del puerto de Alicante en 1939.